# Campionati del mondo di atletica leggera 1983 - Salto triplo
La gara del salto triplo maschile dei Campionati del mondo di atletica leggera 1983 si è svolta tra il 7 e l'8 agosto.

## Podio
| Pos.    | Atleta            | Nazionalità | Prestazione | Note |
| ------- | ----------------- | ----------- | ----------- | ---- |
| Oro     | Zdzisław Hoffmann | Polonia     | 17,42 m     |      |
| Argento | Willie Banks      | Stati Uniti | 17,18 m     |      |
| Bronzo  | Ajayi Agbebaku    | Nigeria     | 17,18 m     |      |

## Situazione pre-gara

### Record
Prima di questa competizione, il record del mondo (RM) e il record dei campionati (RC) erano i seguenti.
| Record                | Prestazione  | Atleta                          | Data                                       | Competizione |
| --------------------- | ------------ | ------------------------------- | ------------------------------------------ | ------------ |
| Record mondiale       | 17,89 m      | João Carlos de Oliveira Brasile | 15 ottobre 1968 Città del Messico, Messico |              |
| Record dei campionati | Nuovo evento | Nuovo evento                    | Nuovo evento                               | Nuovo evento |

### Campioni in carica
I campioni in carica a livello mondiale e olimpico erano:
| Campione | Atleta                       | Prestazione  | Data                                   | Competizione         |
| -------- | ---------------------------- | ------------ | -------------------------------------- | -------------------- |
| Olimpico | Jaak Uudmäe Unione Sovietica | 17,35 m      | 25 luglio 1980 Mosca, Unione Sovietica | Giochi olimpici 1980 |
| Mondiale | Nuovo evento                 | Nuovo evento | Nuovo evento                           | Nuovo evento         |

### La stagione
Prima di questa gara, gli atleti con le migliori tre prestazioni dell'anno erano:
| Pos. | Atleta                                | Prestazione | Data                                   |
| ---- | ------------------------------------- | ----------- | -------------------------------------- |
| 1    | Vasiliy Grishchenkov Unione Sovietica | 17,55 m     | 19 giugno 1983 Mosca, Unione Sovietica |
| 2    | Aleksandr Beskrovniy Unione Sovietica | 17,53 m     | 19 giugno 1983 Mosca, Unione Sovietica |
| 3    | Lázaro Betancourt Cuba                | 17,40 m     | 27 luglio 1983 Formia, Italia          |

## Risultati

### Qualificazioni
Gli atleti che raggiungono i 16,50 m (Q) o le migliori 12 misure (q) avanzavano alla finale.
| Pos. | Gruppo | Atleta               | Nazione          | Salti | Salti | Salti | Misura  | Note |
| Pos. | Gruppo | Atleta               | Nazione          | 1°    | 2°    | 3°    | Misura  | Note |
| ---- | ------ | -------------------- | ---------------- | ----- | ----- | ----- | ------- | ---- |
| 1    | B      | Mike Conley          | Stati Uniti      |       |       |       | 16,90 m |      |
| 2    | A      | Ajayi Agbebaku       | Nigeria          |       |       |       | 16,80 m |      |
| 3    | B      | Steve Hanna          | Bahamas          |       |       |       | 16,76 m |      |
| 4    | A      | Zdzisław Hoffmann    | Polonia          |       |       |       | 16,72 m |      |
| 5    | B      | Peter Bouschen       | Germania Ovest   |       |       |       | 16,71 m |      |
| 6    | A      | Al Joyner            | Stati Uniti      |       |       |       | 16,65 m |      |
| 7    | A      | Gennadiy Valyukevich | Unione Sovietica |       |       |       | 16,64 m |      |
| 8    | A      | Willie Banks         | Stati Uniti      |       |       |       | 16,58 m |      |
| 9    | B      | Vlastimil Mařinec    | Cecoslovacchia   |       |       |       | 16,57 m |      |
| 10   | A      | Ján Čado             | Cecoslovacchia   |       |       |       | 16,50 m |      |
| 11   | A      | Bedros Bedrosian     | Romania          |       |       |       | 16,43 m |      |
| 12   | A      | Béla Bakosi          | Ungheria         |       |       |       | 16,41 m |      |
| 13   | B      | Vasiliy Grishchenkov | Unione Sovietica |       |       |       | 16,29 m |      |
| 14   | B      | Khristo Markov       | Bulgaria         |       |       |       | 16,25 m |      |
| 15   | B      | Keith Connor         | Regno Unito      |       |       |       | 16,18 m |      |
| 16   | A      | Zou Zhenxian         | Cina             |       |       |       | 16,17 m |      |
| 17   | A      | John Herbert         | Regno Unito      |       |       |       | 16,12 m |      |
| 18   | B      | Claes Rahm           | Svezia           |       |       |       | 16,07 m |      |
| 19   | A      | Esa Viitasalo        | Finlandia        |       |       |       | 16,03 m |      |
| 20   | B      | Dan Simion           | Romania          |       |       |       | 15,96 m |      |
| 21   | B      | Mamadou Diallo       | Senegal          |       |       |       | 15,67 m |      |
| 22   | A      | Wolfgang Knabe       | Germania Ovest   |       |       |       | 15,61 m |      |
| 23   | B      | José Quiñaliza       | Ecuador          |       |       |       | 15,18 m |      |
| 24   | A      | Oswald Phillip       | Montserrat       |       |       |       | 13,96 m |      |
| 25   | A      | Laoui Adnan Abou     | Giordania        |       |       |       | 13,53 m |      |
|      | B      | Dimitrios Mihas      | Grecia           | n     | n     | n     | nm      |      |
|      | B      | José Salazar         | Venezuela        |       |       |       | dns     |      |

### Finale
| Pos.    | Atleta               | Nazione          | Salti | Salti | Salti | Salti           | Salti           | Salti           | Misura  | Note |
| Pos.    | Atleta               | Nazione          | 1°    | 2°    | 3°    | 4°              | 5°              | 6°              | Misura  | Note |
| ------- | -------------------- | ---------------- | ----- | ----- | ----- | --------------- | --------------- | --------------- | ------- | ---- |
| Oro     | Zdzisław Hoffmann    | Polonia          | 16,74 | 16,98 | 17,00 | 17,18           | 17,35           | 17,42           | 17,42 m |      |
| Argento | Willie Banks         | Stati Uniti      | 17,08 | 16,72 | 17,18 | 16,55           | n               | n               | 17,18 m |      |
| Bronzo  | Ajayi Agbebaku       | Nigeria          | 17,01 | 16,78 | 16,87 | 13,52           | 16,86           | 17,18           | 17,18 m |      |
| 4       | Mike Conley          | Stati Uniti      | 16,66 | 16,91 | 17,13 | 16,86           | 17,05           | 17,07           | 17,13 m |      |
| 5       | Vlastimil Mařinec    | Cecoslovacchia   | 16,67 | n     | 17,13 | n               | 16,71           | n               | 17,13 m |      |
| 6       | Ján Čado             | Cecoslovacchia   | 16,45 | 16,40 | 17,01 | 13,69           | n               | 17,06           | 17,06 m |      |
| 7       | Béla Bakosi          | Ungheria         | 16,60 | 16,76 | 16,46 | 16,71           | n               | 16,83           | 16,83 m |      |
| 8       | Al Joyner            | Stati Uniti      | 16,76 | 15,98 | 16,58 | 16,20           | 16,40           | 16,48           | 16,76 m |      |
| 9       | Peter Bouschen       | Germania Ovest   | 16,67 | 13,95 | 16,70 | Non qualificati | Non qualificati | Non qualificati | 16,70 m |      |
| 10      | Gennadiy Valyukevich | Unione Sovietica | 16,41 | 16,18 | 16,33 | Non qualificati | Non qualificati | Non qualificati | 16,41 m |      |
| 11      | Bedros Bedrosian     | Romania          | n     | 16,18 | 15,95 | Non qualificati | Non qualificati | Non qualificati | 16,18 m |      |
| 12      | Steve Hanna          | Bahamas          | n     | n     | 14,96 | Non qualificati | Non qualificati | Non qualificati | 14,96 m |      |